# 레이니 (피에몬테주)
레이니(이탈리아어: Leini, 이전 명칭 Leinì)는 이탈리아 피에몬테주의 토리노 광역시에 있는 코무네로, 토리노에서 북동쪽으로 약 13km(8mi) 정도 떨어져 있다.